# Самір-де-лос-Каньйос
Самір-де-лос-Каньйос (ісп. Samir de los Caños) — муніципалітет в Іспанії, у складі автономної спільноти Кастилія-і-Леон, у провінції Самора. Населення — 210 осіб (2010).
Муніципалітет розташований на відстані близько 250 км на північний захід від Мадрида, 39 км на північний захід від Самори.

## Демографія
Динаміка населення (INE ):